# محمد محسن السقاف
محمد السقاف هو الرئيس السادس لجامعة الملك فهد للبترول والمعادن. بدأ حياته المهنية في جامعة الملك فهد للبترول والمعادن، أمضى 30 عامًا في أرامكو السعودية، حيث شغل في النهاية منصب نائب الرئيس الأول للعمليات وخدمات الأعمال لمدة ست سنوات، قبل أن ينضم مجددًا إلى الجامعة في يناير 2020.
ففي عام 2020، كانت الجامعة تحتل المرتبة 507 عالميًا في تصنيف "التايمز"، والمرتبة الثالثة عشرة عربيًا ونتيجةً لخطة إستراتيجيتها التحولية وأهدافها الطموحة، ارتفعت بشكل تدريجي إلى المرتبة 366 في عام 2021، ثم إلى المرتبة 228 في عام 2022، ثم إلى المرتبة 221 في عام 2023، وصولًا إلى المرتبة 176 في التصنيف الأخير لعام 2024 ...Oct 10, 2024

## الحياة الشخصية
نال درجة البکالوریوس في الریاضیات، وماجستیر إدارة الأعمال من جامعة الملك فهد للبترول والمعادن، والماجستیر والدکتوراه في الجیوفیزیاء من معهد ماساتشوستس للتقنیة، وإدارة الأعمال من جامعة هارفارد.
في 2 يناير 2020م (6 جمادى الأولى 1441هـ) كُلف مديراً لجامعة الملك فهد للبترول والمعادن بقرارمن وزير الطاقة السعودي رئيس مجلس أمناء جامعة الملك فهد للبترول والمعادن الأمير عبد العزيز آل سعود بعد موافقة المقام السامي.

## الجوائز
- جیه کلارینس کارتش، جمعیة جیوفیزیائیي التنقیب الدولیة.
- لیستر سي یورین للتمیز الفني، جمعیة مهندسي البترول الدولیة.
- العضو المتميز، جمعیة مهندسي البترول الدولیة